# Marian Kasprzyk
Marian Krzysztof Kasprzyk (ur. 22 września 1939 w Kołomani) – polski bokser, mistrz olimpijski, trener.

## Życiorys
Największe sukcesy odniósł na igrzyskach olimpijskich. W Rzymie w 1960, walcząc w kategorii lekkopółśredniej, zdobył brązowy medal. W ćwierćfinale pokonał obrońcę tytułu Wladimira Jengibariana (ZSRR). Nie stanął do walki półfinałowej ze względu na kontuzję.
Na następnych igrzyskach w Tokio w 1964 został mistrzem olimpijskim w wadze półśredniej. W walce finałowej złamał kciuk w pierwszej rundzie, ale mimo to dotrwał do końca, pokonując faworyta turnieju, dwukrotnego (wówczas) mistrza Europy Ričardasa Tamulisa (ZSRR).
W Meksyku w 1968 przegrał pierwszą walkę w wadze półśredniej z Amerykaninem Armandem Muñízem, który przegrał w ćwierćfinale, ale potem był cenionym bokserem zawodowym, czterokrotnie walczącym o mistrzostwo świata w wadze półśredniej.
Kasprzyk raz startował w Mistrzostwach Europy. W Belgradzie w 1961 zdobył brązowy medal w wadze lekkopółśredniej.
Startując w Mistrzostwach Polski, zdobył brązowy medal w 1961 w wadze lekkopółśredniej i był wicemistrzem Polski w 1970 w wadze półśredniej.
Wystąpił 9 razy w reprezentacji Polski, wygrywając 6 walk, 1 remisując i 2 przegrywając.
W swojej karierze stoczył 270 walk, 232 wygrał, 10 zremisował i 28 przegrał.
W latach 1961–1964 był zdyskwalifikowany (początkowo dożywotnio, potem karę złagodzono) ze względu na skazanie na karę więzienia za udział w bójce. Karę uchylono krótko przed igrzyskami olimpijskimi w Tokio, na które Kasprzyk pojechał (i wygrał) po zaciętej rywalizacji z Leszkiem Drogoszem. Ten fragment życiorysu Kasprzyka został sfabularyzowany w filmie Bokser w reżyserii Juliana Dziedziny, na podstawie scenariusza Bohdana Tomaszewskiego i Jerzego Suszko (1966), w roli głównej wystąpił Daniel Olbrychski.
Był zawodnikiem w latach 1955–1976 Sparty Ziębice (trenowany przez szkoleniowca Józefa Sołdryka), Łabęd, Nysy Kłodzko, w czasie największych sukcesów walczył w BBTS Bielsko-Biała, a także Górnika Wesoła i Górnika Pszów. Laureat Nagrody im. Aleksandra Rekszy (1999).
Został odznaczony Krzyżem Kawalerskim (2004) i Komandorskim (2021) Orderu Odrodzenia Polski. 
Otrzymał honorowe obywatelstwo gminy Ziębice.